# Amata warneckei
Amata warneckei là một loài bướm đêm thuộc phân họ Arctiinae, họ Erebidae.